# Pedro Costa
Pour les articles homonymes, voir Costa.
Pedro Costa, né le 3 mars 1959 à Lisbonne (Portugal), est un réalisateur, scénariste et directeur de la photographie portugais.

## Biographie
Il suit des cours d'histoire à l'université de Lisbonne mais abandonne pour se tourner vers un cursus de cinéma à l'École supérieure de théâtre et de cinéma (Escola Superior de Teatro e Cinema). Après avoir travaillé comme assistant pour plusieurs réalisateurs portugais dont Jorge Silva Melo ou João Botelho, il dirige son premier film intitulé Le sang (O sangue) en 1989.
Une majorité de ses films dépeint, sous une forme quasi-documentaire, le quotidien des marginaux et des immigrés des quartiers populaires de Lisbonne. En 1994, Casa de Lava est retenu dans la section « Un certain regard » du Festival de Cannes. Une infirmière y accompagne un maçon cap-verdien plongé dans le coma dans son île d'origine. Ossos remporte en 1997 le prix de la photographie de la mostra de Venise. Il tourne ensuite Où gît votre sourire enfoui, film de la série Cinéma de notre temps, sur le montage d'une deuxième version de Sicilia ! de Straub et Huillet
En avant jeunesse ! revient sur la vie d'immigrés cap-verdiens, déplacés dans un quartier HLM neuf de Lisbonne.
Son film Vitalina Varela remporte le Léopard d'or au Festival international du film de Locarno 2019.

## Filmographie
- 1984 : Cartas a Júlia (court métrage)
- 1989 : Le Sang
- 1995 : Casa de Lava
- 1997 : Ossos
- 2000 : Dans la chambre de Vanda
- 2001 : Où gît votre sourire enfoui ?
- 2001 : 6 Bagatelas (court métrage)
- 2003 : The End of a Love Affair (court métrage[5])
- 2005 : Minino macho, minino fêmea (court métrage[6])
- 2006 : En avant, jeunesse !
- 2007 : Tarrafal (court métrage, segment du film L'État du monde)
- 2007 : A Caça ao Coelho com Pau (court métrage)
- 2009 : Ne change rien
- 2010 : O Nosso Homem (court métrage)
- 2012 : Sweet Exorcist (court métrage, segment du film Centro Histórico[7])
- 2014 : Cavalo Dinheiro
- 2019 : Vitalina Varela

## Distinctions
- Mostra de Venise 1997 : Prix Osella de la meilleure photographie pour Ossos
- Festival du film de Belfort - Entrevues : Grand Prix pour Casa de Lava en 1994 et Ossos en 1997
- Cinéma du réel 2001 : Prix des bibliothèques pour Dans la chambre de Vanda
- Festival de Cannes 2002 : Prix France Culture Cinéma
- Festival international du film de Locarno 2014 : Léopard de la meilleure réalisation pour Cavalo Dinheiro
- Festival international du documentaire de Yamagata : Prix Robert et Frances Flaherty pour Cavalo Dinheiro
- Festival international du film de Locarno 2019 : Léopard d'or pour Vitalina Varela
- Festival international du film de Mar del Plata 2019 : Astor du meilleur réalisateur pour Vitalina Varela[8]